# Purari
Der Purari (englisch Purari River) oder Purari Wara ist ein Fluss, der im südlichen zentralen Hochland von Papua-Neuguinea entspringt. Er ist insgesamt 902 km lang und fließt durch die Gulf-Provinz in den Golf von Papua, wo er schließlich mündet. Der Purari hat ein Einzugsgebiet von 28.738 km² und ist hinsichtlich seiner Länge und seiner Wasserabflussmenge der drittgrößte Fluss in Papua-Neuguinea.
Der Hauptfluss heißt im Oberlauf im zentralen Hochland Waghi. Die Zuflüsse im Oberlauf fließen 285 km durch schmale, steile Schluchten mit dem 4509 m hohen Mount Wilhelm im Nordosten und dem 4368 m hohen Mount Giluwe im Nordwesten des Einzugsgebietes. Im Mittellauf wird der Fluss auf 90 km Länge Tua genannt bis zum Zusammenfluss mit dem Erave. Ab dort fließt er ca. 270 km bis zur Mündung als Purari. Der mittlere Jahresniederschlag (von 1963 bis 1990) betrug am Ort Purari (auf 40 m Meereshöhe) 8929 mm. Am Fluss lebten 1990 rund 450.000 Menschen, größere Städte sind Mount Hagen, Kundiawa und Goroka. 
Die bedeutendsten rechten Nebenflüsse sind der 130 km lange Kaugel mit einem Einzugsgebiet von 4000 km² sowie der Erave mit einem Einzugsgebiet von 5330 km². Bedeutende linke Nebenflüsse sind der Pio sowie der 150 km lange Aure mit einem Einzugsgebiet von 180 km².
Der Wasserabfluss am Purari bei Wabo Creek beträgt durchschnittlich etwa 2400 m³/s.
Das Wasser des Purari wird bisher nicht durch Dämme und Kraftwerke genutzt.